# Oedignatha proboscidea
Oedignatha proboscidea là một loài nhện trong họ Corinnidae.
Loài này thuộc chi Oedignatha. Oedignatha proboscidea được Embrik Strand miêu tả năm 1913.